# Masdevallia fuchsii
Masdevallia fuchsii är en orkidéart som beskrevs av Carlyle August Luer. Masdevallia fuchsii ingår i släktet Masdevallia och familjen orkidéer.
Artens utbredningsområde är Peru. Inga underarter finns listade i Catalogue of Life.